# 民主黨 (義大利)
民主黨（義大利語：Partito Democratico，缩写为PD）是意大利的一个社會民主主義政黨。2007年，该党由“左翼民主人士”党、民主是自由—雏菊和其他6个小党合併而成。

## 歷史
前身為左翼民主人士。
民主黨領導的中左聯盟在2006－2008年及2013－2018年執政，領導中間偏左的聯合政府。
在2013年意大利大选，民主黨憑選舉制度中的名單比例代表制，在眾議院獲得分配的額外席次取得控制權（340席或54%的席位），但未能控制意大利參議院。民主黨拒絕與西爾維奧·貝盧斯科尼領導的中右聯盟合組聯合政府，尋求與第二大黨五星運動合作，但五星運動回絕民主黨要求組建聯合政府的建議，亦拒絕加入任何聯合政府。而民主黨拒絕與西爾維奧·貝盧斯科尼領導的中右联盟組建聯合政府。其後在2013年意大利總統選舉後，經總統主導政治協商兩個月，民主黨連同中間偏右及中間派政黨組建聯合政府。但貝盧斯科尼在2013年11月另組力量黨並退出大聯合政府，部分中間偏右聯盟成員選擇留在聯合政府，確保民主黨領導的聯合政府在國會兩院繼續掌握多數席次，形成由民主黨領導的聯合政府，執政至2018年5月。
在2018年意大利大选，民主黨落敗，成為第三大黨，五星運動和北方聯盟組成民粹主義聯合政府，不過2019年時，聯合政府瓦解，執政的五星運動尋求與民主黨合組政府。